# Corsino Fortes
Corsino António Fortes (Mindelo, 14 de febrero de 1933-24 de julio de 2015) fue un escritor y político cabo-verdiano.

## Biografía
Licenciado en derecho, por la Universidad de Lisboa (1966), estuvo en varios gobiernos  Cabo Verde, y fue su primer embajador en Portugal, 1975.
Fue presidente además de la Asociación de Escritores de Cabo Verde (2003-2006)

## Principales trabajos
- Pão & Fonema (1974)
- Árvore & Tombor (1986)
- Pedras de Sol & Substância (2001)
- A cabeça calva de Deus (2001) (trilogía — Pão & Fonema, Árvore & Tombor y Pedras de Sol & Substância)